# Rue Pierre Schoonejans
Modèle:Infobox Espace privé
La rue Pierre Schoonejans est une rue bruxelloise de la commune d'Auderghem qui va de la chaussée de Wavre à l'avenue Joseph Chaudron sur une longueur de 220 mètres.

## Historique et description
Ce chemin porta longtemps le nom du moulin auquel il menait : la Papiermolenstraet (« rue du Moulin à Papier »).  
L’ancienne rue du Moulin à Papier apparaît sur la carte de de Ferraris (1771). Le bois ceinturait le chemin jusqu’à des étangs situés en contrebas, aujourd’hui asséchés. Les gens empruntaient cette route et arrivaient aisément au moulin à papier séculaire.
Ce chemin porte le no 24 dans l’Atlas des Communications Vicinales (1843).
Le 14 septembre 1934, le collège décida de baptiser cette voie du nom de l’artiste peintre Adolphe Keller, voulant éviter toute confusion avec la rue du Vieux Moulin. Mais les riverains introduisirent une pétition pour changer ce nom en celui de Pierre Schoonejans qui y habitait et était fort populaire, à la suite de 25 ans d'activité dans la politique communale. Le collège suivit le peuple. Pierre Schoonejans ne fut jamais plus que conseiller communal. Il est le seul homme politique auderghemois qui ait donné son nom à une rue sans avoir exercé un mandat de bourgmestre, ni même d’échevin.
La rue Pierre Schoonejans s’étendait de l’avenue des Frères Goemaere (chaussée de Wavre) jusqu’au boulevard du Souverain : les actuelles rue du Moulin à Papier et Lemaire en faisaient partie.
Le 17 juillet 1936, l’actuelle rue du Moulin à Papier fut ressuscitée. Depuis lors, la rue Schoonejans connaît sa longueur définitive.
- La société Comptoir des Matériaux, de Bruxelles, avait obtenu de construire dans cette rue les maisons numéros 4, 6, 8, 10, 18, 20, 22, 24 et 26. C’est la même firme qui bâtira, dans son style nettement reconnaissable, des immeubles dans diverses rues d’Auderghem, entre autres dans l’avenue Claes, la rue Demuylder, l’avenue Geyskens, l’avenue des Paradisiers et dans la rue Smets. Pourtant, elle n’était pas la première à être présente sur les chantiers de la rue du Moulin à Papier puisque, de l’autre côté de la rue, on trouve déjà des constructions datant d’avant la Première Guerre mondiale. Mais la toute première fut incontestablement le moulin à eau construit au XIIIe siècle…